# 小山典孝
小山 典孝（こやま のりたか、1970年(昭和45年)9月12日 - ）は、日本の経営者、マーケター。神奈川県出身。関東学院中学校高等学校卒業、グロービス経営大学院大学修了。株式会社サンマルクカフェ 代表取締役社長。元日本ケンタッキー・フライド・チキン取締役 常務執行役員 開発本部長 兼 オペレーション開発部長。

## 経歴
高校生時代からアルバイトとしてケンタッキー・フライド・チキンに関わる。
1990年に日本ケンタッキー・フライド・チキンに入社し、店舗勤務、店舗店長、エリアマネージャーの営業職を経験。2003年8月からから営業部オペレーションチームに移り、2007年からは商品開発部に移る。
2010年、当時日本KFCホールディングス傘下だったピザハット事業部の経営企画部に移り、2013年マーケティング・購買部 部長に就任し、マーケターとして本格的に活動。翌2014年にKFCマーケティング部長に就任し、2016年に執行役員へ昇進。同年MBA取得。
2018年
- 4月　執行役員 営業戦略統括部長 就任[4]

2019年
- 4月　執行役員 営業戦略本部長 兼務[4]

2022年
- 4月　取締役 常務執行役員 開発本部長 就任[5][6]

2023年
- 4月　取締役 常務執行役員 開発本部長 兼 オペレーション開発部長 就任[2]

2025年
- 3月　同職退任[7]
- 4月　株式会社サンマルクカフェ 代表取締役社長 就任[8][9][10]

## 人物
- 高校生アルバイト時代から2025年まで一貫してケンタッキー・フライド・チキンに関わっていた[3]。
- 「現場が全て」と考え、お客様から見えてる店舗の姿がブランドそのものであるとも発言している[3]。
- マーケティングとは「商い全部」と考えているが、少し噛み砕き「モノを売る仕組みを作ること」と伝えている[3]。
- 人材育成として、答えをあまり言わず徹底的に考えさせる訓練を重ねる手法を取る[3]。
- マーケティングが強い会社は経営も強い会社と考えている[3]。

## 登壇
2017年
- 2月【インフォーマ マーケッツ ジャパン】マーケティング・テクノロジーフェア「KFCのデジタルCRM戦略　～実現するための組織マネジメントとは～」[11]
- 10月【チーターデジタル】「マーケティングオートメーション活用最前線」[12]

2018年
- 11月【宣伝会議】宣伝会議サミット2018 「変化する時代に対応する、柔軟な戦略-マーケティング部門の挑戦」[13]
- 12月【宣伝会議】デジタルナレッジマネージメントセミナー 「日本KFCのO2S戦略 ～今まで、そしてこれから～」[14]

2019年
- 7月【TIS】ペイメントマーケティングカンファレンス 「先進企業が考える「お客様視点」でのこれからの顧客データ利活用・決済」[15]
- 12月【宣伝会議】宣伝会議サミット大阪2019「マーケターのチャレンジが、顧客の共感を生む 消費者に愛されるブランド戦略」[16]

2022年
- 7月 【日本オムニチャネル協会】「外食の未来～日本オムニチャネル協会が新次元へ挑む～」[17]
- 7月 【日本オムニチャネル協会】第1回外食CX部会 「外食におけるオムニチャンネルの定義とは？」[17]
- 9月 【日本オムニチャネル協会】第2回外食CX分科会 「外食におけるDXのあるべき姿を議論し尽くす！！」[17]
- 9月 【日本オムニチャネル協会】第3回外食CX部会 「スターバックスのDXの未来」[17]
- 9月 【日本オムニチャネル協会】第3回外食CX分科会 「外食におけるCXとは何か？」[17]
- 10月 【日本オムニチャネル協会】第4回外食CX部会 「成功事例から知る KFCのDXとその先にあるもの」[17]
- 10月 【日本オムニチャネル協会】第4回外食CX分科会 「外食におけるDXとは何か」[17]
- 11月 【日本オムニチャネル協会】第5回外食CX部会 「外食におけるDXとは何か」[17]
- 11月 【日本オムニチャネル協会】第5回外食CX分科会 「本部と現場の視点をどう合わせるか」[17]
- 12月 【日本オムニチャネル協会】第6回外食CX部会 「ファンを増やすDXとは？」[17]
- 12月 【日本オムニチャネル協会】第6回外食CX分科会 「DX施策の失敗事例とその理由」[17]

2023年
- 1月 【日本オムニチャネル協会】第7回外食CX分科会 「アナログとデジタルを融合したDX事例」[18]
- 1月 【日本オムニチャネル協会】第8回外食CX分科会 「DXの二律背反を二律両立にするために」[18]
- 2月 【日本オムニチャネル協会】第9回外食CX分科会 「ミッション、ビジョン、バリューをどうやって店舗に落とし込むか」[18]
- 10月【リテールDXカンファレンス】リテール業界のDX/オムニチャネル[6]

## 審査員
2022年
- 7月【丹青社】NEXT STORE IDEA CONTEST[19]

## 連載
- 「営業とマーケティング、融合の秘訣」『Agenda note』(2018年6月 - 11月)[20]